# Lissmossens naturreservat
Lissmossens naturreservat är ett naturreservat i Tierps kommun i Uppsala län.
Området är naturskyddat sedan 2011 och är 34 hektar stort. Reservatet består av löv- och barrsumpskogar.